# Ancistrus megalostomus
Az Ancistrus megalostomus a sugarasúszójú halak (Actinopterygii) osztályának harcsaalakúak (Siluriformes) rendjébe, ezen belül a tepsifejűharcsa-félék (Loricariidae) családjába tartozó faj.

## Előfordulása
Az Ancistrus megalostomus Dél-Amerikában fordul elő. E halfajnak két állománya van, az egyik a bolíviai Beni folyóban, míg a másik a brazíliai Madeira folyóban található meg.

## Megjelenése
Ez az algaevő harcsafaj legfeljebb 8,3 centiméter hosszú.

## Életmódja
A trópusok hegyvidéki édesvizeit kedveli. Mint a többi Ancistrus-faj, a víz fenekén él és keresi meg a táplálékát.